# Ивановский, Вячеслав Александрович
Вячеслав Александрович Ивановский (род. 14 августа 1975, Новосибирск) — российский и израильский тяжелоатлет. Чемпион Европы (1998), бронзовый призёр чемпионата Европы (1996), многократный чемпион России.

## Биография
Вячеслав Ивановский родился 14 августа 1975 года в Искитиме (по другой версии — в Новосибирске). Занимался тяжёлой атлетикой под руководством тренеров Виктора Голубева и Фёдора Стафиевского и Владимира Мизурова.
В 1995 году эмигрировал в Израиль, представлял эту страну на Чемпионате Европы и Олимпийских играх. В 1996 году покинул ИзраильВес не взят Архивная копия от 29 сентября 2017 на Wayback Machine // kommersant.ru</ref>. Вернулся в Искитим и продолжил выступать за Россию. Представлял клуб А. Карелина. Неоднократно становился чемпионом России. Установил два национальных рекорда в весе до 105 кг — в толчке (235,5 кг) и сумме двоеборья (430,5 кг).